# Царенков, Борис Васильевич
Бори́с Васи́льевич Царенко́в (19 июня 1930 — 16 мая 2020) — советский и российский учёный-физик, автор научных трудов по технологии материалов для полупроводниковых лазеров. Лауреат Ленинской премии.

## Биография
Родился в 1930 году.
Окончил Ленинградский электротехнический институт (ЛЭТИ) (1954).
До конца 1990-х гг. работал в Физико-техническом институте им. А. Ф. Иоффе АН СССР (ныне РАН). Последняя должность — заведующий лабораторией физических проблем полупроводниковой электроники.
В 1965 г. разработал диффузионную технологию p−n-структур на основе GaAs и GaP. Автор первого в СССР изобретения по жидкофазной эпитаксии полупроводников AIIIBV, что положило начало использованию этой технологии. Под его научным руководством в 1960-х годах на заводе «Старт» было организовано первое в Советском Союзе промышленное производство светодиодов и полупроводниковых лазеров.
Доктор физико-математических наук (1985, тема диссертации «Электронно-дырочные структуры арсенида галлия: методы создания, электрические и люминесцентные процессы»).
Ленинская премия 1964 года — за фундаментальные исследования, приведшие к созданию полупроводниковых квантовых генераторов.
Награждён золотой, серебряной и бронзовой медалями ВДНХ.
С конца 1990-х гг. жил в США, в Бруклине.
Скончался в 2020 году.